# 彭森 (明朝)
彭森，字伯森，广东南海縣人，明朝政治人物，同进士出身。

## 生平
永乐十二年（1414年）广东乡试第一名舉人。永乐十三年（1415年）聯捷乙未科进士，授山西道监察御史，后升任福建参政。